# Тимирязево (Московская область)
Тимирязево — деревня в городском округе Кашира Московской области.

## География
Находится в южной части Московской области на расстоянии приблизительно 11 км на юг по прямой от железнодорожной станции Кашира.

## История
Известна с 1578 года как деревня с 4 дворами, владение Романа Михайловича Темирязева. С конца XIX века деревня стала называться Тимирязева. В советское время работали колхозы «Красный маяк», «Новый быт», им. Кагановича и «Рассвет». К 1995 году оставалось 2 двора. До 2015 года входила в состав сельского поселения Базаровского Каширского района.

## Население
Постоянное население составляло 6 человек (1995 год), 4 в 2002 году (русские 100 %), 4 в 2010.